# Alpartaz
Alpartaz (del árabe tarás o del plural atarás, el escudo) era un collar de malla que proporcionaba protección al cuello y al área superior de pecho y espalda. 
La malla se podía unir al yelmo al sujetar un cordón de cuero o un alambre a través de los extremos agujereados de los roblones en el borde de la cabeza del casco. Los alpartaces se observan más comúnmente en bacinetes en el siglo XIV y sustituyeron al almófar y antecesores de la gola. Algunos alpartaces estaban decorados. A finales del siglo XV, el alpartaz había reemplazado al almófar por completo. Solo aquellos en los estratos inferiores de la sociedad medieval utilizaban almófares. 
El alpartaz se unía normalmente al yelmo a través de pequeños roblones conocidos como vervelles, lo que permitía la separación de ambos para su cómoda limpieza, reparación o reemplazo.
El alpartaz es similar al almófar, pero a diferencia de este, suponía una pieza separada del yelmo. Se introdujo en el primer tercio del siglo XIV, pues en la fabulosa Crónica de don Florisel de Niquea (Silva, parte 1ª, cap. 67), se lee: 

...que la malla del alpartaz, aunque era gruesa, no fue bastante para que la cerviz del gigante no fuese cortada.

Esta cita aparece también en el Diccionario de la Real Academia en su 1ª edición, pero define alpartaz y almófar como sinónimos, y describe el alpartaz como una cofia de malla. Actualmente lo define de manera distinta, por lo que los dos términos designan objetos diferentes: "Alpartaz: trozo de malla de acero, pendiente del borde inferior del almete, que defendía su unión con la coraza."  
Existe una pieza de armadura similar, consistente en un collar de malla vestido debajo de la coraza o la gola separado del casco, que en inglés se llama Standard. Al ser su propósito el mismo que el de los unidos al yelmo, designar todas estas prendas como "alpartaz" es una buena decisión para disponer de un vocabulario completo con el que denominar las diferentes partes del arnés medieval. 